# Heinrich Georg Stahmer

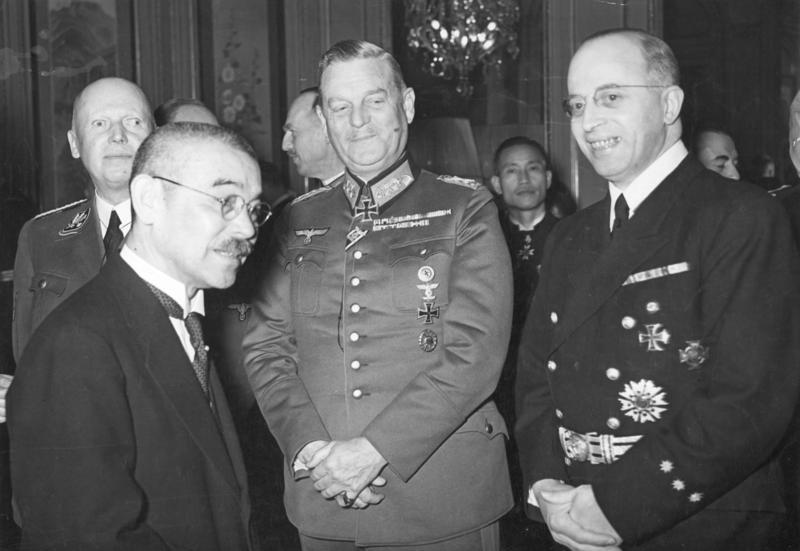
Von links: Hans Heinrich Lammers, Außenminister Matsuoka Yōsuke, Wilhelm Keitel und Stahmer in Berlin am 29. März 1941. Stahmer trägt den Orden des Heiligen Schatzes, 2. Klasse

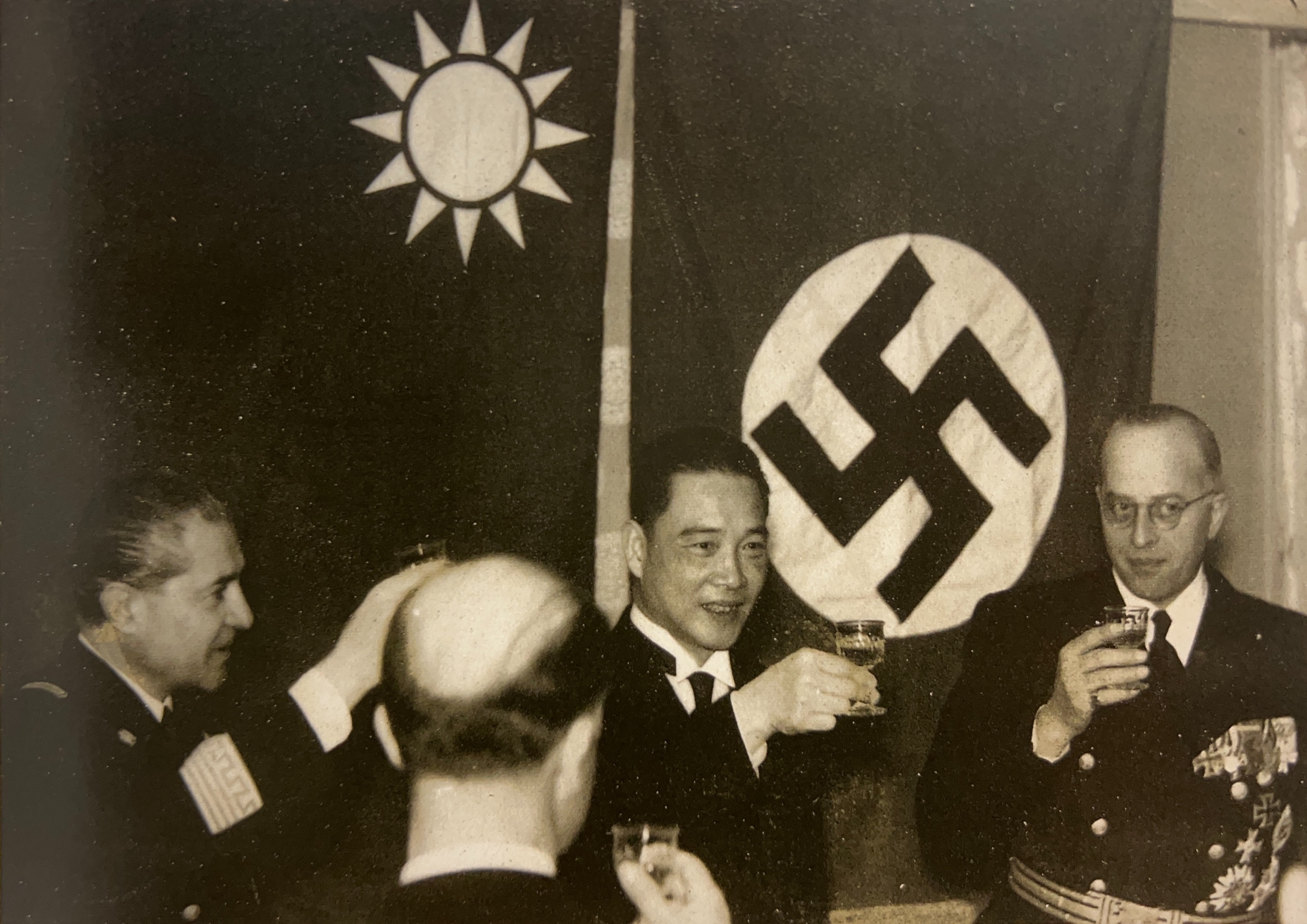
Stahmer als Botschafter bei Wang Jingwei

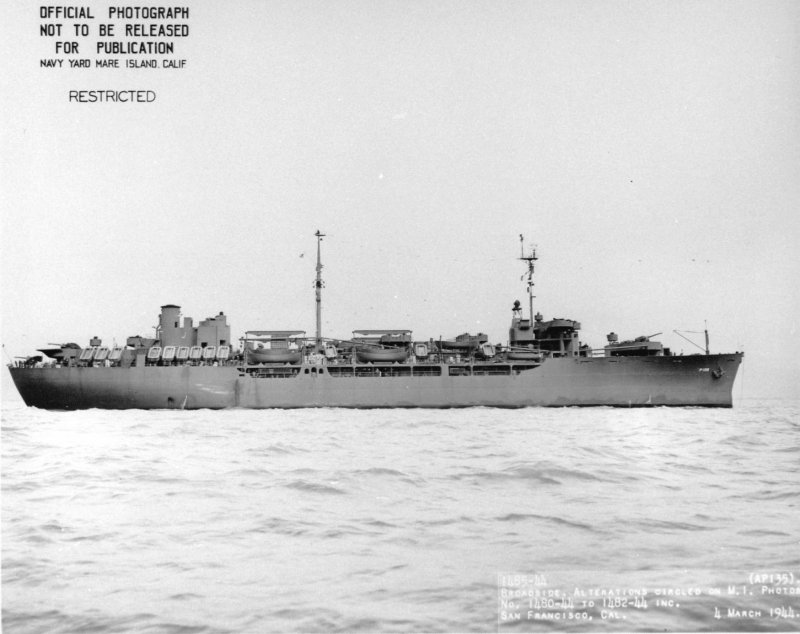
1947 Rücktransport nach Europa mit USS General W. M. Black

Heinrich Georg Stahmer, ab 1939 Freiherr von Stahmer, Graf von Silum (* 3. Mai 1892 in Hamburg; † 13. Juni 1978 in Vaduz), war ein nationalsozialistischer deutscher Diplomat, der aus der Dienststelle Ribbentrop in den Auswärtigen Dienst befördert wurde und Botschafter in Nanjing und Tokio wurde. Er gehört zu den wenigen nach dem Ende des Deutschen Kaiserreiches  geadelten Deutschen.

## Biografie
Heinrich Georg Stahmer entstammte einer Hamburger Kaufmannsfamilie. Als Kavallerieoffizier ging er während des Ersten Weltkriegs im Frühjahr 1915 zur Fliegertruppe und wurde hoch dekoriert. Nach dem Krieg unternahm er zunächst von 1919 bis 1920 eine Studienreise nach Mittel- und Südamerika. „Nach seiner Rückkehr fand er Verwendung in der deutschen Industrie, in der er zuletzt Vorstandsmitglied in verschiedenen Gesellschaften war“.
Nach der Machtübergabe an die Nationalsozialisten trat er 1934 in die Dienststelle Ribbentrop ein, in der er ab 1935 als „Stabsleiter der deutschen Frontkämpferverbände“ die internationalen Kontakte der Frontkämpferorganisationen kontrollierte. An der Organisation des Kriegsveteranentreffens in Verdun zum zwanzigsten Jahrestag war er beteiligt. Die „Deutsch-Französische Gesellschaft“ wurde von Ribbentrop kontrolliert, indem er Otto Abetz auf die Position des stellvertretenden Vorsitzenden und Stahmer auf den Schatzmeister-Posten lancierte. Er übernahm in der Dienststelle zunächst das „Hauptreferat Südamerika“ und dann das „Hauptreferat Fernost“, wobei er mit kulturellem Austausch zwischen Japan und Deutschland begann. Stahmer war Mitglied der NSDAP (Mitgliedsnummer 867.525), als Mitglied der Dienststelle Ribbentrop war auch er, so wie es Otto Abetz für alle Dienststellenmitarbeiter behauptete, Angehöriger der SS (Mitgliedsnummer 257.091), dieses auch in seiner Funktion als „Referent für Übersee“ in der Volksdeutschen Mittelstelle, einem SS-Hauptamt.
Da Stahmer sich während des Anschlussputsches bei Hitler und Ribbentrop für die liechtensteinische Unabhängigkeit einsetzte, verlieh ihm Fürst Franz Josef II. am 19. November 1938 das Komturkreuz mit Stern des fürstlich liechtensteinischen Verdienstordens und erhob ihm am 29. Mai 1939 in den erblichen Freiherrenstand sowie in den persönlichen Grafenstand als Graf von Silum. Sein vollständiger Name lautete nun Heinrich Georg Freiherr von Stahmer, Graf von Silum.
Stahmer begleitete den Nationalsozialisten Carl Eduard Herzog von Sachsen-Coburg und Gotha, Präsidenten des Deutschen Roten Kreuzes und Präsidenten des Nationalsozialistischen Deutschen Frontkämpferbunds, vom Herbst 1939 bis Frühjahr 1940 auf einer Reise nach Japan und in die USA, Stahmer erhielt für diese Reise vorher noch den Rang eines „Generalkonsuls“.
Am 13. August 1940 wurde Stahmer, nunmehr „Gesandter“, zum Sonderbeauftragten Ribbentrops für Verhandlungen mit Japan. Stahmer und Botschafter Eugen Ott verhandelten vom 6. bis 25. September 1940 mit Außenminister Matsuoka in Tokio. Ott und Stahmer haben dabei, um Ribbentrops Propagandaerfolg nicht zu gefährden, geheime Zusatzprotokolle ohne das offizielle Wissen der Deutschen Regierung unterzeichnet. Außerdem habe Stahmer, ohne dafür autorisiert gewesen zu sein, ein Schreiben verfasst, in dem er die Ansicht darlegte, dass Deutschland gegen eine Entschädigung die ehemalige Kolonie Deutsch-Neuguinea Japan überlassen werde. Den eigentlichen Verhandlungserfolg schob Stahmer allerdings Botschafter Ott zu, der denn auch den größeren japanischen Orden erhielt. Nach Unterzeichnung des Dreimächtepaktes Deutschland-Italien-Japan am 27. September 1940 in Berlin wurde Stahmer Ende November 1940 in Anerkennung der erfolgreichen Verhandlungen für den Beitritt Japans die Amtsbezeichnung „Botschafter zur besonderen Verwendung“ verliehen.
Vom 9. Januar 1942 bis Ende 1942 war Stahmer als Botschafter des Deutschen Reiches bei der kollaborationistischen Regierung in Nanjing tätig. Sein Nachfolger dort wurde am 27. Juli 1943 Ernst Woermann. Am 30. Januar 1943 übernahm Stahmer als Botschafter die Geschäfte der Deutschen Botschaft in Tokio und löste Eugen Ott ab, der durch die Spionageaffäre um den Spion Richard Sorge zu Fall gekommen war. Der Marineattaché an der Botschaft in Tokio Admiral Paul Wenneker allerdings hielt Stahmer als Leiter der Botschaft, einer großen Behörde, für völlig ungeeignet und warf ihm vor, in der Hand des SS-Standartenführers Josef Meisinger zu sein. Möglicherweise war Stahmer unfähig sich zu wehren, weil er eine „nichtarische“ Frau hatte, auch die Untätigkeit des Botschafters im Fall Ivar Lissner wurde später in diesem Licht gesehen.
Im Mai 1945 wurde er von den Japanern interniert. Am 10. September 1945 geriet er in US-amerikanische Internierung und war zunächst zusammen mit japanischen Politikern und Militärs im Sugamo-Gefängnis inhaftiert. Stahmer wurde unter anderem zum Zustandekommen des Drei-Mächte-Paktes von den Amerikanern verhört. Bei den Tokioter Prozessen musste er als Zeuge vor Gericht aussagen. Im September 1947 traten er und seine Frau auf einem Truppentransportschiff zusammen mit anderen Ausgewiesenen die Rückreise nach Deutschland an. In Deutschland war er noch bis Ende September 1948 interniert.
Im Zuge eines Entnazifizierungsverfahrens wurde er als „Entlasteter“ eingestuft. Graf von Stahmer-Silum, der nach dem Zweiten Weltkrieg in Liechtenstein Wohnrecht genoss, zog nach Vaduz und war dort als Kaufmann tätig. Der Spiegel zitierte ihn 1951 in der öffentlichen Diskussion um das Schicksal Richard Sorges. Stahmer veröffentlichte unter „H.G. Stahmer“ im Sommer 1952 ein Buch über den Fernen Osten, das „keine Memoiren im landläufigen Sinne“ enthalte. Im Herbst 1952 machte er eine Reise als Export-Kaufmann nach Japan.

## Schriften
- Germany and Japan. In: The XXth Century, Feb. 1943 (Englischsprachige Zeitung in Shanghai) Online verfügbar (PDF; 600 kB) als „Heinrich Stahmer“.
- Japans Niederlage – Asiens Sieg: Aufstieg eines Grösseren Ostasien. Deutscher Heimat-Verlag, Bielefeld 1952.